# Trichosteleum lorifolium
Trichosteleum lorifolium är en bladmossart som beskrevs av Potier de la Varde 1931. Trichosteleum lorifolium ingår i släktet Trichosteleum och familjen Sematophyllaceae. Inga underarter finns listade i Catalogue of Life.